# Вампум

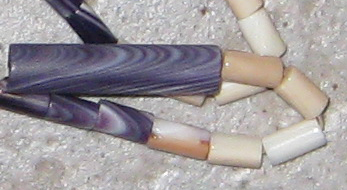
Вампум

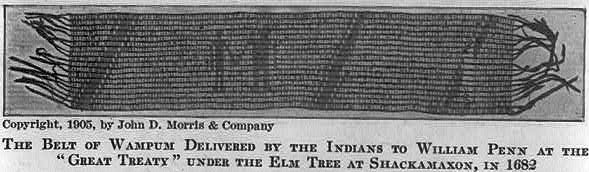
Договір про союз між Пенном і квакерами, з одного боку, і делаварами — з іншого

Ва́мпум — нанизані на мотузки (ремінці) циліндричні намистини з раковин виду Busycotypus canaliculatus, що служили північноамериканським індіанцям для різних цілей.
Ці пояси у алгонкінів та особливо у ірокезів мали ряд особливих функцій: вони були окрасою одягу, служили валютною одиницею, а головне — з їх допомогою передавалися різні важливі повідомлення. Такі вампуми в ірокезьких племен зазвичай доставляли особливі гінці — вампумоносці. Розвиток вампумових записів, цілком ймовірно, призвело б до створення і розвитку у північноамериканських індіанців писемності. Виключно за допомогою вампум довгий час оформлялися договори між білими та індіанцями. Зберігся, наприклад «записаний» договір про союз між знаменитим Пенном і квакерами, з одного боку, і делаварами — з іншого. Згідно з цією угодою делавари поступалися квакерам досить великою частиною території свого племені. На цьому вампум зображений індіанець та білий, які символічно тримаються за руки.
Однак вампуми служили не тільки для передачі повідомлень та укладення договорів. Найпростішими умовними символами на них позначалися і найважливіші події з історії племені. За допомогою цих «записів» старі, які володіли мистецтвом «читання» вампум, знайомили нові покоління воїнів з племінними традиціями. Наскільки важливим вважалося таке складання і читання вампум у деяких алгонкінських та ірокезьких племен північноамериканського сходу, найкраще ілюструє той факт, що ім'я легендарного Гаявати (творця найзначущішого союзу північноамериканських індіанців — Ліги ірокезів) буквально означає «Той, хто складає вампуми». Незабаром після появи білих торговців індіанці перестали робити вампуми з простих черепашок і почали широко застосовувати скляні намистини, які привозили в Америку з північної Чехії.

## Сучасне використання

Прапор Ірокезів

Деякі племена індіанців і в наш час продовжують нанизувати на ремінці вампум, зберігаючі давні традиції.
Прапор ірокезів містить зображення вампум.